# Tegenaria campestris
Espèce
Synonymes
- Aranea decemguttata Martini & Goeze, 1778
- Aranea campestris C. L. Koch, 1834

Tegenaria campestris est une espèce d'araignées aranéomorphes de la famille des Agelenidae.

## Distribution
Cette espèce se rencontre en Europe de la France à l'Azerbaïdjan et en Algérie,.

## Habitat
Tegenaria campestris vit sous les pierre.

## Description
Le mâle mesure 5 mm et les femelles de 6 à 9 mm.
Les femelles atteignent une envergure de 50 mm.

## Éthologie
Tegenaria campestris est solitaire et nocturne. Elle vit sur des toiles en forme d'entonnoir qu'elle refait chaque nuit. Il lui arrive parfois de sortir de sa toile pour chasser si elle est affamée, mais en général elle chasse les proies qui se trouvent sur sa toile, la faisant ainsi sortir de sa toile pour la mordre puis la porter à sa cachette pour lui injecter des enzymes, qui servent à ramollir la proie, car les araignées ne peuvent pas mâcher, et la dévorer. 
Tegenaria campestris a peu de prédateurs naturels ; seule Eratigena atrica, la Tégénaire noire ose s'attaquer à elle.
Elle se nourrit de tout arthropode plus petit qu'elle, mais ne s'attaquera pas à un animal d'au moins sa taille.
Une femelle peut vivre cinq ans.

### Reproduction
Lorsqu'un mâle cherche à s'accoupler, il touche la toile de la femelle à l'aide d'une de ses pattes en faisant un rythme régulier ; indiquant ainsi à la femelle qu'il n'est pas une proie. Si la femelle sort, il prend la fuite, mais si elle ne sort pas, il rentre et lui injecte du sperme à l'aide de ses pédipalpes (les sortes de petites pattes à l'avant). Après l'accouplement, il y a trois possibilités:
- la femelle attaque le mâle (le plus souvent) ;
- le mâle part de la toile sans se faire attaquer (assez rare) ;
- la femelle accepte le mâle et ils vivent en couple (extrêmement rare).

Après quelques jours de gestation, la femelle pond des centaines d'œufs qu'elle protègera.

## Systématique et taxinomie
Cette espèce a été décrite sous le protonyme Aranea campestris par C. L. Koch en 1834. Elle est placée dans le genre Tegenaria par en , dans le genre Philoica par Simon en 1864, dans le genre Tegenaria par Simon en 1898, dans le genre Malthonica par Guseinov, Marusik et Koponen en 2005 puis dans le genre Tegenaria par Bolzern, Burckhardt et Hänggi en 2013.

## Publication originale
- C. L. Koch, 1834 : Arachniden. Deutschlands Insekten. Heft,  p. 122-127.